# Ильинка (Татарстан)
Ильинка — деревня в Нижнекамском районе Татарстана. Входит в городское поселение город Нижнекамск.

## География
Расположена на берегу озера Юртово в 8 км к западу от Нижнекамска.

### Часовой пояс
Деревня Ильинка, как и вся Республика Татарстан, находится в часовой зоне МСК (московское время). Смещение применяемого времени относительно UTC составляет +3:00.

## Население
Согласно всероссийской переписи населения 2010 года в деревне проживало 44 человека.
Национальный состав деревни: русские, татары, чуваши.

## Инфраструктура
Рядом с деревней расположен ипподром.